# Airole

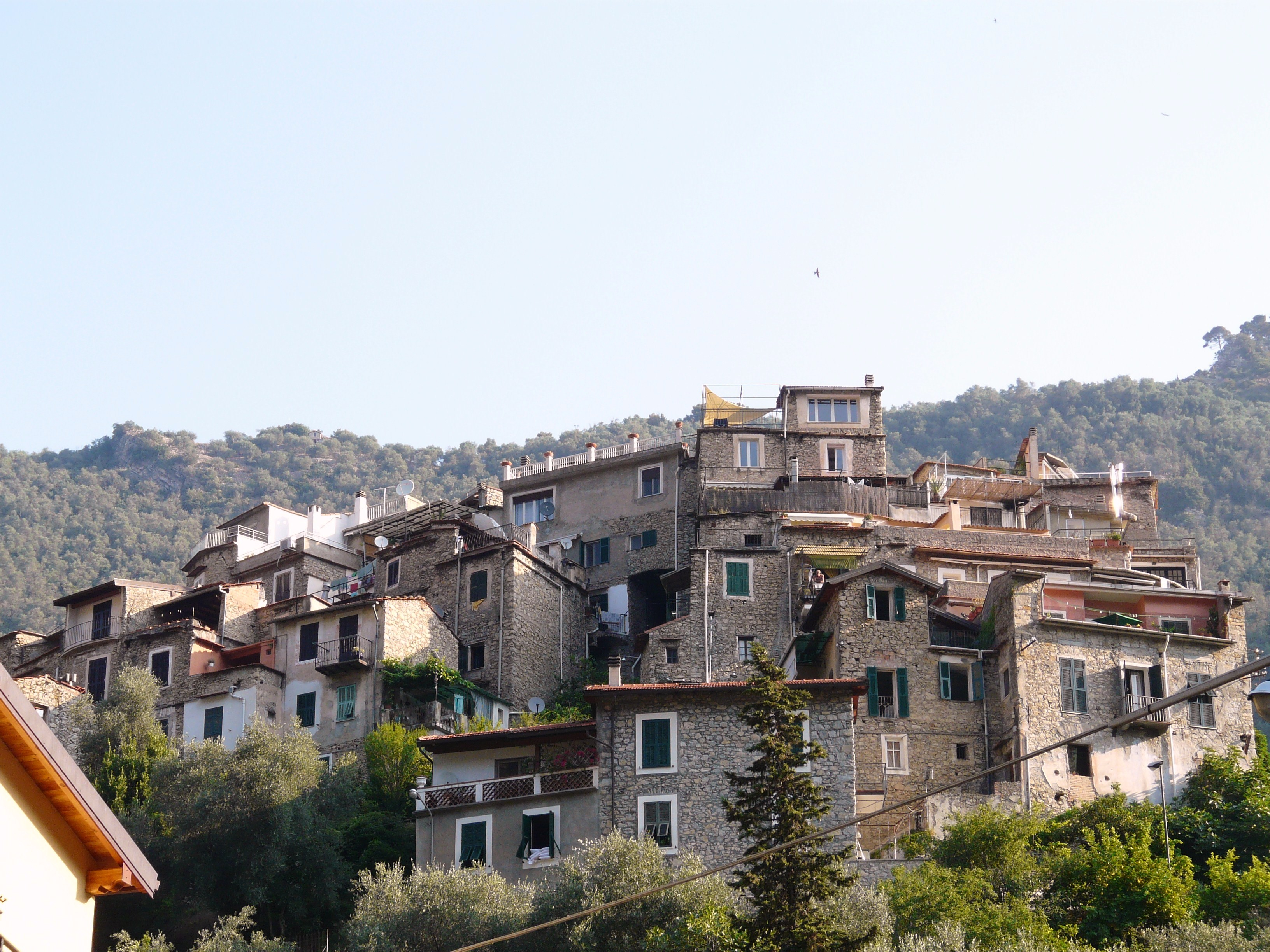
Panorama

Airole is een gemeente in de Italiaanse provincie Imperia (regio Ligurië) en telt 461 inwoners (31-12-2004). De oppervlakte bedraagt 14,8 km², de bevolkingsdichtheid is 27 inwoners per km².

## Demografie
Airole telt ongeveer 293 huishoudens. Het aantal inwoners daalde in de periode 1991-2001 met 8,6% volgens cijfers uit de tienjaarlijkse volkstellingen van ISTAT.
| Jaar | Inwoneraantal |
| ---- | ------------- |
| 1991 | 499           |
| 2001 | 456           |

## Geografie
De gemeente ligt op ongeveer 149 m boven zeeniveau.
Airole grenst aan de volgende gemeenten: Breil-sur-Roya (FR-06), Dolceacqua, Olivetta San Michele, Ventimiglia.

## Trivia
Airole was de woonplaats van schrijver Albert Helman. Na diens overlijden werd zijn woning verkocht aan de inmiddels ook overleden tekenaar Peter van Straaten.  Aldo van den Nieuwelaar. Hij ontwerpt de iconische kast de A'dammer, een internationaal designicoon woonde hier ook.